# Шаховской-Глебов-Стрешнев, Михаил Валентинович
Князь Михаил Валентинович Шаховской-Глебов-Стрешнев (до 1864 года — Шаховской) (22 сентября (4 октября) 1836 — 2 (14) февраля 1892, Ахен) — генерал-лейтенант, эстляндский и тамбовский губернатор.

## Биография
Третий ребёнок князя Валентина Михайловича Шаховского (1801—1850) и Елизаветы Александровны, урождённой Мухановой (1803—1836), родился 22 сентября (4 октября) 1836 года. Воспитывался дома, в возрасте 17 лет поступил в Школу гвардейских подпрапорщиков и кавалерийских юнкеров. По окончании курса по 1-му разряду в 1855 году был произведён в корнеты 11 июня 1855 года и назначен в Кавалергардский полк, но через два года поступил в Николаевскую академию Генерального штаба, курс которой окончил в 1859 году по 1-му разряду, после чего более десяти лет прослужил по Генеральному штабу.
В 1862 году женился на Евгении Фёдоровне Бреверн (1840—1924), главной наследнице огромного состояния Глебовых-Стрешневых. Ввиду пресечения мужской линии Глебовых-Стрешневых, последним потомком которых была Евгения Фёдоровна, супружеской паре Высочайше утверждённым 10 декабря 1864 года мнением Государственного совета была присвоена тройная фамилия, — бездетному полковнику Фёдору Петровичу Глебову-Стрешневу в 1864 г. дозволено было передать фамилию и герб мужу своей племянницы, ротмистру князю Михаилу Шаховскому, с тем, чтобы один старший в роде именовался князем Шаховским-Глебовым-Стрешневым. Однако этот брак остался без  потомства; таким образом, Михаил Валентинович остался единственным князем Шаховским-Глебовым-Стрешневым.
В том же 1864 году Шаховской-Глебов-Стрешнев получил чин полковника. В 1869 году он был назначен начальником штаба Рижского военного округа, а в следующем году назначен эстляндским губернатором и вскоре произведён в генерал-майоры. На этой должности он дважды получил монаршее благоволение и, кроме того, ордена Святого Станислава и Святой Анны 1-й степени.
В должности эстляндского губернатора ему, в частности, пришлось улаживать волнения на Кренгольмской мануфактуре в 1872 году.
В 1875 году он был причислен к министерству внутренних дел, в следующем же году назначен тамбовским губернатором. Должность эту занимал он в течение трёх лет и за это время ему была объявлена Высочайшая благодарность. В качестве губернатора Шаховской-Глебов-Стрешнев обратил на себя внимание крупными административными способностями и деятельным, твердым характером. В 1877 году награждён орденом Святого Владимира 2 степени.
12 марта 1879 года он был назначен почётным опекуном Московского присутствия ведомства императрицы Марии и в этой должности оставался до самой своей смерти. 30 августа 1881 года он был произведён в генерал-лейтенанты, а вскоре после того ему был пожалован орден Белого Орла. Назначенный почётным опекуном, Шаховской-Глебов-Стрешнев жил преимущественно в Москве (городская усадьба по современному адресу Большая Никитская, дом 19) и под Москвой, в принадлежавшей его жене усадьбе Покровское-Стрешнево.
В 1880-х годах супруги стали подолгу жить в Европе, купили у Демидовых имение Сан-Донато в Тоскане, путешествовали по Европе, затем обосновались на курортах земли Гессен в Германии, откуда были родом предки Евгении Фёдоровны, фон Бреверны  Архивная копия от 2 декабря 2013 на Wayback Machine.
Последние годы своей жизни Михаил Валентинович много болел и в конце 1891 года уехал лечиться в Германию, откуда уже не вернулся, скончавшись от болезни спинного мозга в Ахене 2 (14) февраля 1892 года, на 56 году жизни. Похоронен  в г. Висбадене на Русском православном кладбище (могила № 4.328, северная часть кладбища). Могила внесена в «Перечень находящихся за рубежом мест погребения, имеющих для Российской Федерации историко-мемориальное значение».

## Военные чины
- В службу вступил (11.06.1855)[4]
- Корнет (11.06.1855)
- Поручик (23.01.1859)
- Штабс-ротмистр (10.01.1860)
- Ротмистр (30.08.1861)
- Полковник (19.04.1864)
- Генерал-майор (02.01.1872)
- Генерал-лейтенант (30.08.1881)

## Награды
- Орден Святого Владимира 4 ст. (1869)[4]
- Орден Святого Владимира 3 ст. (1870)
- Орден Святого Станислава 1 ст. (1871)
- Орден Святой Анны 1 ст. (1875)
- Орден Святого Владимира 2 ст. (1877)
- Орден Белого Орла (1885)

## Семья
Сестра: княжна Наталья Валентиновна Шаховская (1825—1847).
Братья:
- князь Александр Валентинович Шаховской (1831—1906), тайный советник.
- Гавриил Валентинович Шаховской (1842—1864) — единокровный брат, от второго брака отца.